# Nethemündung
Koordinaten: 51° 44′ 10″ N, 9° 22′ 39″ O

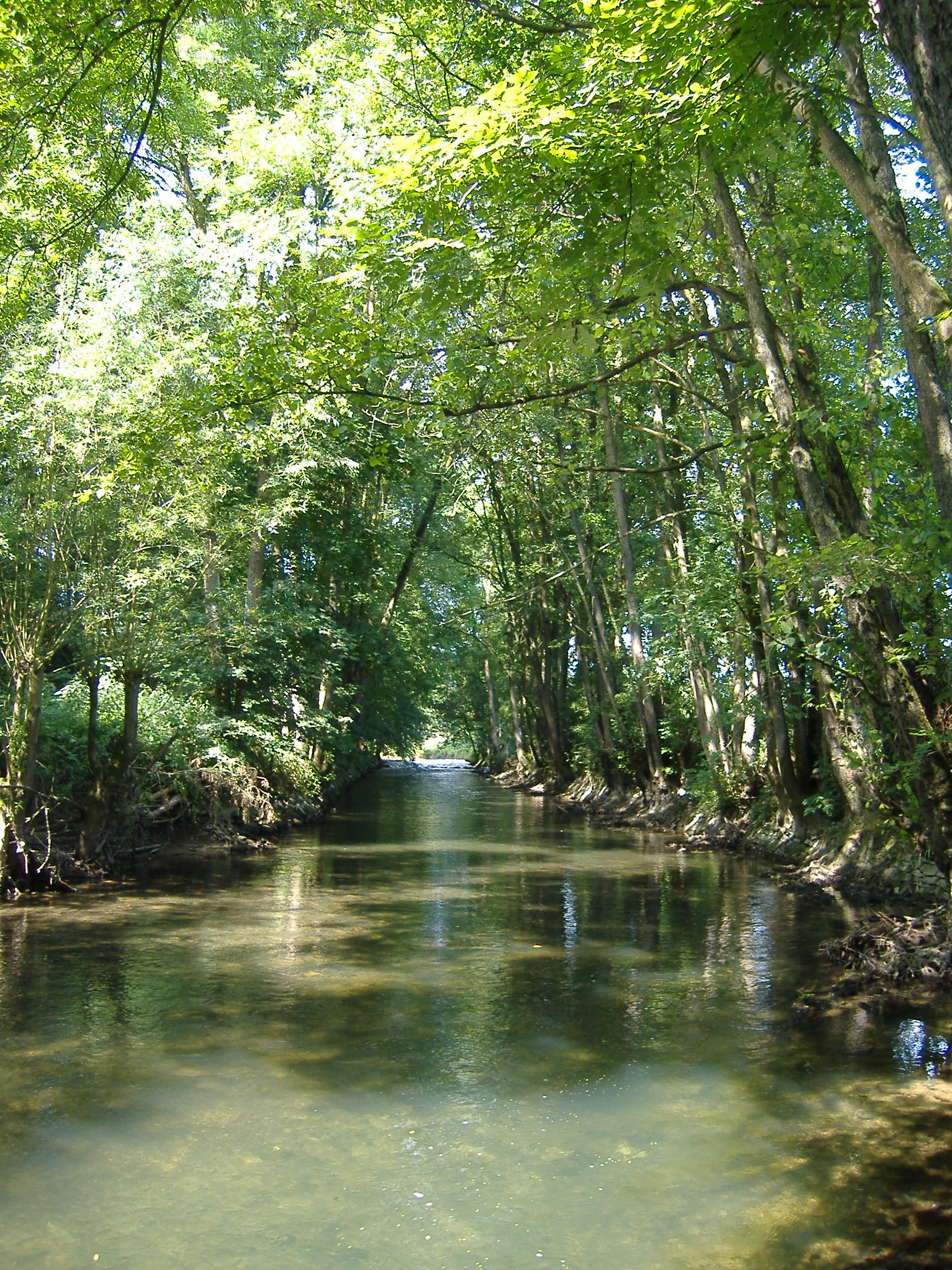
Naturschutzgebiet Nethemündung (Mai 2019)

Das Naturschutzgebiet Nethemündung liegt auf dem Gebiet der Städte Beverungen und Höxter im Kreis Höxter in Nordrhein-Westfalen. 
Das aus vier Teilflächen bestehende Gebiet erstreckt sich südlich der Kernstadt Höxter und nördlich der Kernstadt Beverungen entlang der Nethe. Am nordöstlichen Rand des Gebietes fließt die Weser und verläuft die Landesgrenze zu Niedersachsen. Durch den nordöstlichen Teil des Gebietes verläuft die B 83, nordwestlich verläuft die B 64.

## Bedeutung
Das etwa 85,0 ha große Gebiet mit der Schlüssel-Nummer HX-080 steht seit dem Jahr 2006 unter Naturschutz. Schutzziele sind „Erhalt und Entwicklung eines Fließgewässerabschnittes mit naturnahen Strukturen und typischer Unterwasservegetation als Lebensraum seltener und gefährdeter Arten sowie als Vernetzungsbiotop für auentypische Arten im großräumigen Fließgewässerbiotopverbund.“